# Liste der Kulturdenkmale in Rammenau
In der Liste der Kulturdenkmale in Rammenau sind die Kulturdenkmale der sächsischen Gemeinde Rammenau verzeichnet, die bis September 2024 vom Landesamt für Denkmalpflege Sachsen erfasst wurden (ohne archäologische Kulturdenkmale). Die Anmerkungen sind zu beachten.
Diese Liste ist eine Teilliste der Liste der Kulturdenkmale im Landkreis Bautzen.

## Rammenau
| Bild                                    | Bezeichnung | Lage                                                                      | Datierung | Beschreibung | ID       |
| --------------------------------------- | --- | ------------------------------------------------------------------------- | --- | --- | -------- |
| Weitere Bilder                          | Wohnstallhaus und Scheune | Am Niederteich 8 (Karte)                                                  | Bezeichnet mit 1849 | Wohnstallhaus Obergeschoss Fachwerk, baugeschichtlich von Bedeutung | 09276276 |
| Weitere Bilder                          | Wohnstallhaus und Scheune im Winkel eines Bauernhofs                                                                                          | Am Niederteich 11 (Karte)                                                 | Um 1850 | Wohnstallhaus Obergeschoss Fachwerk verschiefert, baugeschichtlich und sozialgeschichtlich von Bedeutung | 09276272 |
| Weitere Bilder                          | Wohnhaus und Zwischenbau | Am Niederteich 15 (Karte)                                                 | 1. Hälfte 19. Jahrhundert | Wohnstallhaus Obergeschoss Fachwerk, baugeschichtlich von Bedeutung, Wohnhaus mit Segmentbogenportal | 09276277 |
| Weitere Bilder                          | Rittergut, Barockschloss und Park Rammenau (Sachgesamtheit)                                                                                   | Am Schloß 4 (Karte)                                                       | 1721–1862 (Rittergut); 1721–1737 (Wirtschaftshof); ab 1747 (Anlage des Barockgartens); 1825–1835 (Umgestaltung des Schlossparkes zum Landschaftsgarten durch Carl Gottlieb Hartmann) | Sachgesamtheit Barockschloss und Park Rammenau mit folgenden Einzeldenkmalen: Schloss, zwei Kavaliershäuser, Gebäude des dreiflügeligen Wirtschaftshofes mit zentralem Torhaus, zwei Pfeiler mit bekrönenden Zapfen an der ehemaligen Toranlage zwischen Wirtschafts- und Ehrenhof, zwei originale Skulpturen am Schloßeingang (Apoll und Merkur) und vier originale Skulpturen (vier Jahreszeiten – davon eine im Torhaus/Kassenbereich und drei eingelagert) sowie Denkmal für Johann Gottlieb Fichte, Brunnenfigur, Steinbrücke, Eiskeller und Bastion mit Tunnel im Park (siehe Obj. 09276245), sowie der englische Landschaftspark einschließlich Ehrenhof und Gärtnerei (Gartendenkmal); Schlosspark mit Ausstattung, Bodenrelief, Wegesystem, struktur- und raumbildender Bepflanzung, Teichen, Wasserlauf und Blickbeziehungen, aufgrund seiner reichen Ausstattung einer der bedeutendsten Landschaftsparks Sachsens, Ensemble baugeschichtlich, ortsgeschichtlich, kunstgeschichtlich und gartenkünstlerisch von Bedeutung Geschichte: um 1723–1747 Errichtung des Schlosses unter Ernst Ferdinand von Knoch (1677–1745) und Franz Joseph von Hoffmann (gestorben 1749); nach 1747 Anlage eines barocken Lustgartens südlich des Schlosses unter Johann Albericus von Hoffmannsegg (1717–1780), ab 1752 Bau der Einfriedungsmauer des Lustgartens nachweisbar; 1820/1821 Abriss der alten Lustgartenmauer; 1825–1835 Umgestaltung des barocken Lustgartens zu einem englischen Landschaftsgarten unter Johann Centurius von Hoffmannsegg (1766–1849). Gartenbauten: - Steinbrücke (1830) - Birkenhäuschen (1970er Jahre) - Eiskeller (erste Hälfte 19. Jahrhundert) - Bastion mit Tunnel (1825, Staffagebau) Gartenausstattung: - zwei Torpfeiler mit bekrönenden Zapfen - Gartenskulpturen „Vier Jahreszeiten“ (Kopien von Werner Hempel aus den 1970er Jahren nach Originalen von Andreas Böhmer, Originale eingelagert) - Gartenskulptur „Apoll“ (um 1760, Andreas Böhmer) - Gartenskulptur „Merkur“ (um 1760, Andreas Böhmer) - Johann-Gottlieb-Fichte-Denkmal (datiert 1862, aufgestellt 1962) - Brunnenfigur: Putte mit Delphin (1973, Werner Hempel, Kopie nach barocken Vorbildern bzw. Neuanfertigung) - acht Kopien barocker Gartenskulpturen, Originale eingelagert (a: Figur mit Lyra, Kopie von Manfred Wagner, nach 1990?, b: Putto mit Flasche, Kopie von Manfred Wagner, nach 1999, c: Alter Mann, Kopie von Manfred Wagner von 1987 nach einem Original von Andreas Böhmer?, d: Putto mit Garben, Kopie, Künstler unbekannt, nach 1973, e: Putto mit Muff, Kopie, Künstler unbekannt, nach 1973, f: Saat, Kopie, nach 1980, nach einem Original von Matthias Oberschall (zugeschrieben), g: Putto mit Blütenranken, Kopie, nach 1973, h: Musizierendes Puttenpaar, Kopie, nach 1990?) - sieben Gartenvasen - zwölf Postamente - Steinsessel und Steintisch - steinerne Bänke | 09300945 |
| Weitere Bilder                          | Barockschloss Rammenau (Einzeldenkmal zu ID-Nr. 09300945)                                                                                     | Am Schloß 4 (Karte)                                                       | 1721–1747 | Einzeldenkmal der Sachgesamtheit Barockschloss und Park Rammenau; barocke Anlage mit Schloss, Ehren- und Wirtschaftshof, baugeschichtlich, baukünstlerisch und regionalgeschichtlich sowie ortsbildprägend von Bedeutung, von einheitlicher Gesamtwirkung. Barocke Anlage mit Schloss, Ehren- und Wirtschaftshof. Zweigeschossiger Bau mit kurzen Flügeln, hohes Mansardwalmdach, Fassade durch illusionistische Malerei gegliedert, dreiachsiger Mittelrisalit mit rundbogigen Fenstern, Freitreppe zum Ehrenhof. | 09276245 |
| Direkt Bild zu diesem Denkmal hochladen | Zwei Kavaliershäuser (Einzeldenkmal zu ID-Nr. 09300945)                                                                                       | Am Schloß 4 (Karte)                                                       | 1721–1737 | Einzeldenkmale der Sachgesamtheit Barockschloss und Park Rammenau; barocke Anlage mit Schloss, Ehren- und Wirtschaftshof, baugeschichtlich, baukünstlerisch und regionalgeschichtlich sowie ortsbildprägend von Bedeutung, von einheitlicher Gesamtwirkung | 09276245 |
|                                         | Gebäude des dreiflügeligen Wirtschaftshofes mit zentralem Torhaus (Einzeldenkmal zu ID-Nr. 09300945)                                          | Am Schloß 4 (Karte)                                                       | 1721–1737 | Einzeldenkmal der Sachgesamtheit Barockschloss und Park Rammenau; barocke Anlage mit Schloss, Ehren- und Wirtschaftshof, baugeschichtlich, baukünstlerisch und regionalgeschichtlich sowie ortsbildprägend von Bedeutung, von einheitlicher Gesamtwirkung, Wirtschaftshof: (alte Meierei) langgestreckte Gebäude mit abgewalmten Satteldächern und Fledermausgaupen, zweigeschossiges Torhaus mit Mansardwalmdach und Dachreiter | 09276245 |
|                                         | Zwei Pfeiler mit bekrönenden Zapfen an der ehemaligen Toranlage zwischen Wirtschafts- und Ehrenhof (Einzeldenkmal zu ID-Nr. 09300945)         | Am Schloß 4 (Karte)                                                       | 1721–1737 | Einzeldenkmale der Sachgesamtheit Barockschloss und Park Rammenau | 09276245 |
|                                         | Zwei originale Skulpturen am Schloßeingang – Apoll und Merkur (Einzeldenkmal zu ID-Nr. 09300945)                                              | Am Schloß 4 (Karte)                                                       | 1721–1747 | Einzeldenkmale der Sachgesamtheit Barockschloss und Park Rammenau, die Skulpturen des Apoll und des Merkurs kommen ursprünglich aus dem Schloss Elstra | 09276245 |
| Weitere Bilder                          | Vier originale Skulpturen der vier Jahreszeiten – davon eine im Torhaus/Kassenbereich und drei eingelagert (Einzeldenkmal zu ID-Nr. 09300945) | Am Schloß 4 (Karte)                                                       | 1721–1747 | Einzeldenkmale der Sachgesamtheit Barockschloss und Park Rammenau, im Rondell im Ehrenhof vier von Werner Hempel angefertigte Kopien der vier Jahreszeiten nach Originalen von Andreas Böhmer (Kopien aus den 1970er Jahren), drei Originale (Frühling, Herbst und Winter, signiert A. Böhmer) befinden sich in einem Lagerraum des Torhauses, die vierte originale Skulptur (Sommer) befindet sich im Eingangsbereich an der Kasse, die Skulpturen der vier Jahreszeiten kommen ursprünglich aus dem Schloss Elstra | 09276245 |
|                                         | Denkmal für Johann Gottlieb Fichte (Einzeldenkmal zu ID-Nr. 09300945)                                                                         | Am Schloß 4 (Karte)                                                       | 1862 | Einzeldenkmal der Sachgesamtheit Barockschloss und Park Rammenau, Johann-Gottlieb-Fichte im Park stand bis 2002 ohne Hausnummer in der Denkmalliste | 09276245 |
|                                         | Brunnenfigur im Park (Einzeldenkmal zu ID-Nr. 09300945)                                                                                       | Am Schloß 4 (Karte)                                                       | | Einzeldenkmal der Sachgesamtheit Barockschloss und Park Rammenau, mit einem Delfin spielender, wellenreitender Knabe von Werner Hempel (1973) | 09276245 |
| Direkt Bild zu diesem Denkmal hochladen | Steinbrücke (Einzeldenkmal zu ID-Nr. 09300945)                                                                                                | Am Schloß 4 (Karte)                                                       | 1830 | Einzeldenkmal der Sachgesamtheit Barockschloss und Park Rammenau | 09276245 |
|                                         | Eiskeller (Einzeldenkmal zu ID-Nr. 09300945)                                                                                                  | Am Schloß 4 (Karte)                                                       | 1. Hälfte 19. Jahrhundert | Einzeldenkmal der Sachgesamtheit Barockschloss und Park Rammenau | 09276245 |
|                                         | Bastion mit Tunnel im Park (Einzeldenkmal zu ID-Nr. 09300945)                                                                                 | Am Schloß 4 (Karte)                                                       | 1825 | Einzeldenkmal der Sachgesamtheit Barockschloss und Park Rammenau, Staffagebau in Form einer Bastion mit Tunnel | 09276245 |
| Weitere Bilder                          | Wohnstallhaus eines Bauernhofs | Am Schloß 9 (Karte)                                                       | Bezeichnet mit 1836 | Mit Korbbogenportal, baugeschichtlich von Bedeutung | 09276243 |
| Weitere Bilder                          | Wohnhaus der ehemaligen Alten Schäferei | Am Schloß 11 (Karte)                                                      | Ende 18. Jahrhundert | Baugeschichtlich und sozialgeschichtlich von Bedeutung, Erdgeschoss massiv, Obergeschoss Fachwerk, originale Haustür, Satteldach | 09276246 |
|                                         | Forsthaus und Scheune einer Försterei | An der Waldscheibe 1 (Karte)                                              | 1. Hälfte 19. Jahrhundert | Baugeschichtlich und ortsgeschichtlich von Bedeutung, Hauptbau (Obergeschoss Fachwerk verbrettert) und Scheune (oben verbrettert) | 09276237 |
|                                         | Wohnstallhaus | An der Waldscheibe 3 (Karte)                                              | Um 1850 | Obergeschoss Fachwerk verbrettert, baugeschichtlich von Bedeutung, Giebel verschiefert | 09276236 |
|                                         | Wohnhaus | An der Waldscheibe 4 (Karte)                                              | 19. Jahrhundert | Obergeschoss Fachwerk verbrettert, baugeschichtlich von Bedeutung, teilweise Umgebinde, mit Vorbau auf Holzstützen | 09276235 |
| Direkt Bild zu diesem Denkmal hochladen | Wohnstallhaus | An der Waldscheibe 7 (Karte)                                              | 2. Hälfte 19. Jahrhundert | Obergeschoss Fachwerk verbrettert, ohne Anbauten, baugeschichtlich von Bedeutung | 09276234 |
| Weitere Bilder                          | Alte Schmiede mit Wohnhaus und Scheune | Aue 1 (Karte)                                                             | 1900 (Schmiede); 1850 (Wohnhaus und Scheune) | Hoher Authentizitätsgrad, bau- und ortsgeschichtlich von Bedeutung. Zwei Gebäudeteile (Wohnhaus Obergeschoss Fachwerk verschiefert, Schmiede Massivbau) und holzverkleidete Scheune. - Wohnhaus: auf längsrechteckigem Grundriss, im massiven Stallteil im Erdgeschoss böhmisches Kappengewölbe, in der Blockstube bemalte Holzvertäfelung, hohes spitzes Dach, Schieferdeckung, Kubatur und Proportionen weitestgehend original erhalten, am Giebel Kehlritzungen erhalten - Scheune: rechtwinklig zum Wohnhaus stehend, holzverbrettert, große Holztore, Satteldach mit Kunstschieferdeckung, Bestandteil der Denkmaleinheit Alte Schmiede, gehört zum einheitlichen Erscheinungsbild und der Struktur des Denkmals in seiner Gesamtheit von 3 Gebäuden, ist durch seine Lage – Eckbebauung zum Marktplatz – prägend, besonders mit Blickführung vom Schloss ausgehend (J.-G.-Fichte-Straße) - Schmiede: als massiver Baukörper mit hochrechteckigen Fenstern (Industriefenster), um 1900 angebaut | 09276284 |
| Weitere Bilder                          | Wohnhaus | Aue 9 (Karte)                                                             | Um 1850 | Obergeschoss Fachwerk mit Verkleidung aus Kunstschiefer, baugeschichtlich von Bedeutung | 09276290 |
| Weitere Bilder                          | Wohnhaus | Aue 17 (Karte)                                                            | Um 1850 | Obergeschoss Fachwerk, verbrettert, baugeschichtlich von Bedeutung | 09276289 |
| Weitere Bilder                          | Ehemaliges Wohnstallhaus und Scheune | Aue 39 (Karte)                                                            | Um 1850 | Wohnstallhaus Obergeschoss Fachwerk, baugeschichtlich und sozialgeschichtlich von Bedeutung, Scheune verbrettert mit Schiefergiebel | 09276287 |
| Weitere Bilder                          | Wohnhaus | Aue 42 (Karte)                                                            | Um 1850 | Obergeschoss Fachwerk, teils verbrettert, baugeschichtlich von Bedeutung, zwei schöne Dachgaupen, denkmalschutzrechtliche Genehmigung von 2000 | 09276285 |
| Direkt Bild zu diesem Denkmal hochladen | Ländliches Wohnhaus | Beigut 8 (Karte)                                                          | Um 1800 | Baugeschichtlich und sozialgeschichtlich von Bedeutung | 09276265 |
|                                         | Wohnhaus mit Einfriedung | Burkauer Weg 10 (Karte)                                                   | 1898 | Baugeschichtlich und künstlerisch von Bedeutung, Klinker, teils Zierfachwerk | 09276248 |
| Weitere Bilder                          | Wohnstallhaus und Scheune eines Dreiseithofes                                                                                                 | Hauptstraße 11 (Karte)                                                    | Bezeichnet mit 1858 | Wohnstallhaus Obergeschoss Fachwerk, baugeschichtlich von Bedeutung, Scheune oben verschiefert, unten verbrettert | 09276232 |
| Direkt Bild zu diesem Denkmal hochladen | Umspannstation | Hauptstraße 11 (gegenüber) (Karte)                                        | Um 1910 | Eingeschossiger Massivbau mit Mansardwalmdach und Lüftungshaube, baugeschichtlicher und ortsbildprägender Wert | 09305847 |
| Weitere Bilder                          | Ehemaliges Erbgericht mit Saalanbau | Hauptstraße 16 (Karte)                                                    | Um 1800 | Heute Gemeindeamt und Gasthof, Hauptgebäude Obergeschoss Fachwerk verschiefert, baugeschichtlich und ortsgeschichtlich von Bedeutung, Hauptbau mit Korbbogenportal und Fledermausgauben, Saal mit großen rundbogigen Fenstern, irrtümlich bis 2007 unter Johann-Gottlieb-Fichte-Straße erfasst | 09276291 |
|                                         | Wohnhaus ohne Vorbau | Hauptstraße 20 (Karte)                                                    | Um 1880 | Baugeschichtlich von Bedeutung, Drempelgeschoss und drei schöne Fledermausgauben | 09276282 |
| Direkt Bild zu diesem Denkmal hochladen | Gasthof | Hauptstraße 33 (Karte)                                                    | Ende 19. Jahrhundert | Baugeschichtlich und ortsgeschichtlich von Bedeutung, Drempelgeschoss, illusionistisch gemalte Fenster, heute Möbelhaus | 09276257 |
| Weitere Bilder                          | Fichteschule mit Treppenaufgang und Stützmauer zur Straße                                                                                     | Hauptstraße 38 (Karte)                                                    | 1890er Jahre | Ortsgeschichtlich und sozialgeschichtlich von Bedeutung, vorgezogene betonte Mitte, ursprünglich falsch erfasst unter Hausnummer 39 | 09276259 |
| Weitere Bilder                          | Wohnstallhaus eines Bauernhofs | Hauptstraße 44 (Karte)                                                    | Um 1850 | Obergeschoss Fachwerk, zum Hof verschiefert mit Muster, baugeschichtlich von Bedeutung | 09276233 |
| Weitere Bilder                          | Evangelische Pfarrkirche Rammenau mit Kirchhof, Denkmal für die Gefallenen von 1780/81 und zwei historischen Sandsteingrabmalen               | Johann-Gottlieb-Fichte-Straße (Karte)                                     | Bezeichnet mit 1736 (Kirche); 1. Drittel 19. Jahrhundert (Grabmal) | Baugeschichtlich und ortsgeschichtlich von Bedeutung. Kleine Saalkirche, 1736–49 errichtet. Restaurierungen 1879, 1986–88. Verputzter Bruchsteinbau mit geradem Chorschluss und kleinem rechteckigem Sakristeibau im Osten von 1836, Walmdach mit achtseitigem verschiefertem Dachreiter mit Haube. Das Innere flachgedeckt. Eingeschossige Holzemporen an den Längsseiten auf weit auseinanderstehenden Pfeilern, originale Bemalung mit Akanthusranken. Schlichter, weiß gefaßter Kanzelaltar aus Holz, 2. Hälfte 18. Jahrhundert, die rundbogige Öffnung mit rundem Kanzelkorb von korinthischen Säulen gerahmt, über verkröpftem Gebälk ein geschweifter Sprenggiebel mit großer Strahlengloriole. Aus der gleichen Zeit die Sandsteintaufe in Kelchform mit goldenen Lambrequins und Akanthusblättern. Klassizistischer Orgelprospekt von Eule, 1882 mit zurückhaltender Pilastergliederung. | 09276296 |
|                                         | Stiftswiese der Warnery-Stiftung | Johann-Gottlieb-Fichte-Straße (Karte)                                     | 19. Jahrhundert | Ortsgeschichtlich von Bedeutung; Standort des Geburtshauses von Fichtes Großvater Martin Fichte, das 1840 durch Blitzschlag abbrannte. Das Grundstück wurden von der Gräfin Fanny Luise Johanna von Warnery, der Frau des Reichsgrafen Johann Centurius von Hoffmannsegg, erworben und nach Beseitigung der Reste der Brandruine 1842 der Schulgemeinde gestiftet. Der Erlös der Bewirtschaftung dieser Wiese wurde „zum Ankauf zweckmäßiger Kleidungsstücke für arme Schulkinder“ verwendet. | 09276294 |
| Weitere Bilder                          | Pfarrhaus und Scheune | Johann-Gottlieb-Fichte-Straße 1 (Karte)                                   | Um 1800 | Pfarrhaus Obergeschoss Fachwerk, baugeschichtlich und ortsgeschichtlich von Bedeutung, Wohnhaus Fachwerk verbrettert, Scheune Erdgeschoss massiv, Obergeschoss Ziegel, Granitkorbbogenportal | 09276293 |
| Weitere Bilder                          | Fichte-Denkmal | Johann-Gottlieb-Fichte-Straße 1 (gegenüber) (auf der Stiftswiese) (Karte) | 1912 | Geschaffen von Walter Sintenis, künstlerisch und ortsgeschichtlich von Bedeutung | 09276292 |
| Weitere Bilder                          | Schule und Gefängnis | Johann-Gottlieb-Fichte-Straße 3 (Karte)                                   | 1851 | Gefängnis auf gegenüberliegender Straßenseite, baugeschichtlich und ortsgeschichtlich von Bedeutung, Schule mit Mitteleingang und Freitreppe (eiserner Handlauf). Das Gebäude wurde als dritte Schule von Rammenau am 4. Mai 1851 eingeweiht. Seit der Weihung des Schulgebäudes an der Hauptstraße (→ Fichteschule) wird das Gebäude als Wohnhaus genutzt. | 09276295 |
| Weitere Bilder                          | Wohnhaus mit Schuppenanbau | Johann-Gottlieb-Fichte-Straße 4 (Karte)                                   | 1. Hälfte 19. Jahrhundert | Obergeschoss Fachwerk verschiefert, baugeschichtlich und sozialgeschichtlich von Bedeutung | 09276297 |
|                                         | Wohnhaus mit Schuppenanbau | Johann-Gottlieb-Fichte-Straße 7 (Karte)                                   | 1. Hälfte 19. Jahrhundert | Obergeschoss Fachwerk verschiefert, baugeschichtlich und sozialgeschichtlich von Bedeutung | 09276302 |
|                                         | Wohnhaus mit Schuppenanbau | Johann-Gottlieb-Fichte-Straße 20 (Karte)                                  | Um 1850 | Obergeschoss Fachwerk verschiefert, baugeschichtlich von Bedeutung | 09276303 |
| Weitere Bilder                          | Kriegerdenkmal für die Gefallenen des Ersten Weltkrieges                                                                                      | Johann-Gottlieb-Fichte-Straße 32 (bei) (Karte)                            | Nach 1918 | Ortsgeschichtlich von Bedeutung, Ehrenhain mit Denkmal auf dem Gelände der ehemaligen, heute trockengelegten Schulteichwiesen | 09276300 |
|                                         | Wohnhaus und Scheune eines Bauernhofs | Mittelweg 3 (Karte)                                                       | Um 1850 | Wohnhaus Obergeschoss Fachwerk verschiefert, baugeschichtlich von Bedeutung | 09276307 |
| Direkt Bild zu diesem Denkmal hochladen | Wohnstallhaus | Niederdorfstraße 2 (Karte)                                                | Um 1850 | Wohnstallhaus Obergeschoss Fachwerk verbrettert, baugeschichtlich von Bedeutung | 09276226 |
| Direkt Bild zu diesem Denkmal hochladen | Wohnstallhaus | Niederdorfstraße 5 (Karte)                                                | Um 1850 | Wohnstallhaus Obergeschoss Fachwerk verschiefert, baugeschichtlich von Bedeutung, Gebäude wurde auch unter der nicht gültigen Adresse Rammenauer Steig 5 erfasst | 09276308 |
| Direkt Bild zu diesem Denkmal hochladen | Wohnstallhaus | Niederdorfstraße 11 (Karte)                                               | Bezeichnet mit 1799 | Wohnstallhaus Obergeschoss Fachwerk verschiefert und verbrettert, baugeschichtlich und sozialgeschichtlich von Bedeutung | 09276270 |
| Direkt Bild zu diesem Denkmal hochladen | Wohnstallhaus und Scheune eines Bauernhofs | Niederdorfstraße 15 (Karte)                                               | 2. Hälfte 19. Jahrhundert (Wohnstallhaus); nach 1900 (Scheune) | Wohnstallhaus Obergeschoss Fachwerk verbrettert, baugeschichtlich von Bedeutung | 09276267 |
| Direkt Bild zu diesem Denkmal hochladen | Wohnstallhaus und Scheune eines Bauernhofs | Niederdorfstraße 16 (Karte)                                               | Um 1850 | Wohnstallhaus Obergeschoss Fachwerk verschiefert, baugeschichtlich von Bedeutung, Scheune verbrettert, teils Fachwerk | 09276266 |
| Direkt Bild zu diesem Denkmal hochladen | Wohnstallhaus und Scheune eines Bauernhofs, mit hölzerner Pumpe                                                                               | Niederdorfstraße 43 (Karte)                                               | 2. Hälfte 19. Jahrhundert | Baugeschichtlich von Bedeutung, Wohnhaus überputzt | 09276271 |
| Direkt Bild zu diesem Denkmal hochladen | Wohnhaus | Niederdorfstraße 45 (Karte)                                               | Um 1850 | Obergeschoss Fachwerk, mit Kunstschiefer verkleidet, baugeschichtlich von Bedeutung | 09276273 |
| Direkt Bild zu diesem Denkmal hochladen | Scheune | Niederdorfstraße 51 (Karte)                                               | Nach 1800 | Obergeschoss Fachwerk, Giebel verschiefert, baugeschichtlich und sozialgeschichtlich von Bedeutung, große Korbbogeneinfahrt | 09276274 |
| Direkt Bild zu diesem Denkmal hochladen | Wohnhaus, Scheune und Reste der Hofmauer eines Bauernhofs                                                                                     | Niederdorfstraße 53 (Karte)                                               | Um 1850 | Wohnhaus Obergeschoss Fachwerk verschiefert, baugeschichtlich von Bedeutung | 09276227 |
| Direkt Bild zu diesem Denkmal hochladen | Ländliches Wohnhaus mit Schuppenanbau | Oberrammenauer Straße 4 (Karte)                                           | 2. Hälfte 19. Jahrhundert | Obergeschoss Fachwerk verbrettert, baugeschichtlich von Bedeutung | 09276242 |
| Direkt Bild zu diesem Denkmal hochladen | Ländliches Wohnhaus | Oberrammenauer Straße 8 (Karte)                                           | Um 1850 | Obergeschoss Fachwerk verschiefert, baugeschichtlich von Bedeutung | 09276239 |
| Direkt Bild zu diesem Denkmal hochladen | Gasthaus „Zur Wartburg“ | Oberrammenauer Straße 9 (Karte)                                           | Anfang 19. Jahrhundert | Obergeschoss Fachwerk verschiefert, mit Korbbogenportal, baugeschichtlich und ortsgeschichtlich von Bedeutung, Mittelgiebel. Gasthof stand bis 2002 ohne Hausnummer in der Denkmalliste. | 09276240 |
| Direkt Bild zu diesem Denkmal hochladen | Wohnhaus | Oberrammenauer Straße 15 (Karte)                                          | 1. Hälfte 19. Jahrhundert | Obergeschoss Fachwerk, verbrettert, baugeschichtlich und sozialgeschichtlich von Bedeutung | 09276241 |
|                                         | Zwei Scheunen eines Dreiseithofes | Parkweg 2 (Karte)                                                         | 1. Hälfte 19. Jahrhundert | Eine Scheune Fachwerk verschiefert, eine Scheune mit Wohnbereich, Obergeschoss Fachwerk, baugeschichtlich und sozialgeschichtlich von Bedeutung | 09276304 |
|                                         | Wohnstallhaus | Parkweg 3 (Karte)                                                         | 1. Hälfte 19. Jahrhundert | Obergeschoss Fachwerk verbrettert, baugeschichtlich und sozialgeschichtlich von Bedeutung | 09276305 |

## Röderbrunn
| Bild                                    | Bezeichnung                                                                     | Lage                 | Datierung       | Beschreibung | ID       |
| --------------------------------------- | ------------------------------------------------------------------------------- | -------------------- | --------------- | --- | -------- |
| Direkt Bild zu diesem Denkmal hochladen | Wohnhaus und Scheune eines Zweiseithofes                                        | Waldstraße 6 (Karte) | 19. Jahrhundert | Wohnhaus Obergeschoss Fachwerk, baugeschichtlich und sozialgeschichtlich von Bedeutung. Bauernhaus: Erdgeschoss massiv, Obergeschoss Fachwerk, Giebel verbrettert, Satteldach. Verbretterte Lehmscheune mit Satteldach. | 09300960 |
| Direkt Bild zu diesem Denkmal hochladen | Wohnhaus mit angebautem Backhaus und mehrere Granitzaunspfosten der Einfriedung | Waldstraße 7 (Karte) | Nach 1800       | Wohnhaus Obergeschoss Fachwerk, baugeschichtlich und sozialgeschichtlich von Bedeutung. Bauernhaus: Erdgeschoss Bruchsteinmauerwerk, Obergeschoss Fachwerk, Ausfachung durch Ziegel, Satteldach mit Biberschwanzdeckung, Giebel verbrettert. Backhaus: Fachwerkkonstruktion mit Ziegelausfachung, Biberschwanzdeckung. Mehrere Granitzaunspfosten der Einfriedung. | 09300961 |

## Schaudorf
| Bild                                    | Bezeichnung                            | Lage                       | Datierung                 | Beschreibung | ID       |
| --------------------------------------- | -------------------------------------- | -------------------------- | ------------------------- | --- | -------- |
| Direkt Bild zu diesem Denkmal hochladen | Denkmalschutzgebiet Ortslage Schaudorf | Schaudorfstraße (Karte)    |                           | Denkmalschutzgebiet Ortslage Schaudorf | 09301346 |
| Direkt Bild zu diesem Denkmal hochladen | Wohnhaus                               | Schaudorfstraße 6 (Karte)  | Um 1850                   | Obergeschoss Fachwerk verkleidet, baugeschichtlich von Bedeutung, bis Oktober 2007 fälschlicherweise unter Schaudorfer Straße erfasst                                                                | 09276253 |
| Direkt Bild zu diesem Denkmal hochladen | Wohnstallhaus                          | Schaudorfstraße 13 (Karte) | Um 1850                   | Obergeschoss Fachwerk verbrettert, baugeschichtlich von Bedeutung, bis Oktober 2007 fälschlicherweise unter Schaudorfer Straße erfasst                                                               | 09276254 |
| Direkt Bild zu diesem Denkmal hochladen | Wohnstallhaus                          | Schaudorfstraße 15 (Karte) | 1. Hälfte 19. Jahrhundert | Obergeschoss Fachwerk verbrettert, baugeschichtlich und sozialgeschichtlich von Bedeutung, bis Oktober 2007 fälschlicherweise unter Schaudorfer Straße erfasst                                       | 09276250 |
| Direkt Bild zu diesem Denkmal hochladen | Wohnstallhaus                          | Schaudorfstraße 17 (Karte) | Um 1850                   | Obergeschoss Fachwerk verschiefert, im Giebel verbrettert, baugeschichtlich von Bedeutung, bis Oktober 2007 fälschlicherweise unter Schaudorfer Straße erfasst                                       | 09276255 |
| Direkt Bild zu diesem Denkmal hochladen | Wohnstallhaus                          | Schaudorfstraße 19 (Karte) | Um 1850                   | Obergeschoss Fachwerk verbrettert, baugeschichtlich von Bedeutung, nach Herrn Mirtschin, Denkmalschutzamt Bautzen: 1909–1911(?), bis Oktober 2007 fälschlicherweise unter Schaudorfer Straße erfasst | 09276256 |
| Direkt Bild zu diesem Denkmal hochladen | Wohnstallhaus                          | Schaudorfstraße 25 (Karte) | 1. Hälfte 19. Jahrhundert | Baugeschichtlich und sozialgeschichtlich von Bedeutung, Granitgewände, bis Oktober 2007 fälschlicherweise unter Schaudorfer Straße erfasst                                                           | 09276249 |

## Streichungen von der Denkmalliste

### Streichungen von der Denkmalliste (Rammenau)
| Bild                                    | Bezeichnung                                          | Lage                                     | Datierung                                | Beschreibung | ID       |
| --------------------------------------- | ---------------------------------------------------- | ---------------------------------------- | ---------------------------------------- | --- | -------- |
| Direkt Bild zu diesem Denkmal hochladen |                                                      | Am Niederteich 17 (Karte)                |                                          | durch Neubau ersetzt (April 2020) |          |
| Weitere Bilder                          | Wohnhaus mit Schuppenanbau                           | Am Schloß 7 (Karte)                      | Um 1850                                  | Wohnhaus Obergeschoss Fachwerk, baugeschichtlich von Bedeutung. Zwischen 2021 und 2024 abgerissen. | 09276244 |
| Direkt Bild zu diesem Denkmal hochladen |                                                      | Am Tanneberg 4 (Karte)                   |                                          | |          |
| Weitere Bilder                          |                                                      | Aue 28 (Karte)                           |                                          | |          |
| Weitere Bilder                          |                                                      | Aue 40 (Karte)                           |                                          | |          |
| Direkt Bild zu diesem Denkmal hochladen |                                                      | Beigut 9 (Karte)                         |                                          | |          |
| Direkt Bild zu diesem Denkmal hochladen |                                                      | Hauptstraße 23 (Karte)                   |                                          | |          |
| Direkt Bild zu diesem Denkmal hochladen |                                                      | Hauptstraße 37 (Karte)                   |                                          | |          |
| Direkt Bild zu diesem Denkmal hochladen | Wohnstallhaus                                        | Hauptstraße 40 (Karte)                   | Um 1850                                  | Wohnstallhaus Obergeschoss Fachwerk verbrettert und verschiefert, baugeschichtlich von Bedeutung; nach 2014 von der Denkmalliste gestrichen                                                                                           | 09276281 |
| Weitere Bilder                          | Brettmühle                                           | Johann-Gottlieb-Fichte-Straße 9 (Karte)  | 17. Jahrhundert                          | Die Brettmühle wurde im 17. Jahrhundert erbaut. Sie diente nicht nur als Schneidemühle zur Bearbeitung des Holzes der umliegenden Wälder, sondern auch als Mahlmühle, Knochenstampfe und Ölschläge. Sie besaß außerdem das Backrecht. |          |
|                                         |                                                      | Johann-Gottlieb-Fichte-Straße 24 (Karte) |                                          | |          |
|                                         |                                                      | Johann-Gottlieb-Fichte-Straße 34 (Karte) |                                          | |          |
|                                         | Wohnhaus mit Schuppenanbau                           | Johann-Gottlieb-Fichte-Straße 35 (Karte) | 1. Hälfte 19. Jahrhundert                | Obergeschoss Fachwerk verbrettert, sonst verschiefert, bau- und sozialgeschichtlich von Bedeutung. Zwischen 2017 und 2024 aus der Denkmalliste gestrichen.                                                                            | 09276298 |
| Direkt Bild zu diesem Denkmal hochladen |                                                      | Niederdorfstraße 7 (Karte)               |                                          | |          |
| Direkt Bild zu diesem Denkmal hochladen |                                                      | Niederdorfstraße 13 (Karte)              |                                          | |          |
| Direkt Bild zu diesem Denkmal hochladen |                                                      | Niederdorfstraße 25 (Karte)              |                                          | |          |
| Direkt Bild zu diesem Denkmal hochladen |                                                      | Niederdorfstraße 28 (Karte)              |                                          | |          |
| Direkt Bild zu diesem Denkmal hochladen |                                                      | Niederdorfstraße 37 (Karte)              |                                          | |          |
| Direkt Bild zu diesem Denkmal hochladen | Wohnstallhaus und Scheune im Winkel eines Bauernhofs | Niederdorfstraße 42 (Karte)              | Um 1850                                  | Wohnstallhaus Obergeschoss Fachwerk, baugeschichtlich von Bedeutung, Fachwerk mit Kunstschiefer verkleidet, denkmalschutzrechtliche Genehmigung von 1995. Zwischen 2017 und 2024 aus der Denkmalliste gestrichen.                     | 09276269 |
| Direkt Bild zu diesem Denkmal hochladen | Wohnstallhaus                                        | Niederdorfstraße 54 (Karte)              | Um 1850                                  | Obergeschoss Fachwerk verschiefert, baugeschichtlich von Bedeutung; zwischen 2011 und 2016 abgerissen. Abbruchgenehmigung Landratsamt Bautzen vom 21. Oktober 2014.                                                                   | 09276228 |
| Direkt Bild zu diesem Denkmal hochladen |                                                      | Oberrammenauer Straße 27 (Karte)         |                                          | |          |
| Direkt Bild zu diesem Denkmal hochladen | Wohnstallhaus und Scheune                            | Parkweg 5 (Karte)                        | 1. Hälfte 19. Jahrhundert, im Kern älter | Wohnstallhaus Obergeschoss Fachwerk, ortsbildprägend und sozialgeschichtlich von Bedeutung; nach 2014 von der Denkmalliste gestrichen                                                                                                 | 09276306 |

### Streichungen von der Denkmalliste (Schaudorf)
| Bild                                    | Bezeichnung   | Lage                       | Datierung                 | Beschreibung | ID       |
| --------------------------------------- | ------------- | -------------------------- | ------------------------- | --- | -------- |
| Direkt Bild zu diesem Denkmal hochladen | Wohnstallhaus | Schaudorfstraße 28 (Karte) | Um 1850                   | Baugeschichtlich von Bedeutung; nach 2014 von der Denkmalliste gestrichen                                                                              | 09276252 |
| Direkt Bild zu diesem Denkmal hochladen | Wohnhaus      | Schaudorfstraße 29 (Karte) | 1. Hälfte 19. Jahrhundert | Obergeschoss Fachwerk, verkleidet mit Kunstschiefer, baugeschichtlich und sozialgeschichtlich von Bedeutung; nach 2014 von der Denkmalliste gestrichen | 09276251 |

## Tabellenlegende
- Bild: Bild des Kulturdenkmals, ggf. zusätzlich mit einem Link zu weiteren Fotos des Kulturdenkmals im Medienarchiv Wikimedia Commons. Wenn man auf das Kamerasymbol klickt, können Fotos zu Kulturdenkmalen aus dieser Liste hochgeladen werden:
- Bezeichnung: Denkmalgeschützte Objekte und ggf. Bauwerksname des Kulturdenkmals
- Lage: Straßenname und Hausnummer oder Flurstücknummer des Kulturdenkmals. Die Grundsortierung der Liste erfolgt nach dieser Adresse. Der Link (Karte) führt zu verschiedenen Kartendiensten mit der Position des Kulturdenkmals. Fehlt dieser Link, wurden die Koordinaten noch nicht eingetragen. Sind diese bekannt, können sie über ein Tool mit einer Kartenansicht einfach nachgetragen werden. In dieser Kartenansicht sind Kulturdenkmale ohne Koordinaten mit einem roten bzw. orangen Marker dargestellt und können durch Verschieben auf die richtige Position in der Karte mit Koordinaten versehen werden. Kulturdenkmale ohne Bild sind an einem blauen bzw. roten Marker erkennbar.
- Datierung: Baubeginn, Fertigstellung, Datum der Erstnennung oder grobe zeitliche Einordnung entsprechend des Eintrags in der sächsischen Denkmaldatenbank
- Beschreibung: Kurzcharakteristik des Kulturdenkmals entsprechend des Eintrags in der sächsischen Denkmaldatenbank, ggf. ergänzt durch die dort nur selten veröffentlichten Erfassungstexte oder zusätzliche Informationen
- ID: Vom Landesamt für Denkmalpflege Sachsen vergebene, das Kulturdenkmal eindeutig identifizierende Objekt-Nummer. Der Link führt zum PDF-Denkmaldokument des Landesamtes für Denkmalpflege Sachsen. Bei ehemaligen Kulturdenkmalen können die Objektnummern unbekannt sein und deshalb fehlen bzw. die Links von aus der Datenbank entfernten Objektnummern ins Leere führen. Ein ggf. vorhandenes Icon  führt zu den Angaben des Kulturdenkmals bei Wikidata.